# Ноћни агент
Ноћни агент (енгл. The Night Agent) америчка је телевизијска серија коју је створио Шон Рајан за Netflix. Темељи се на истоименом роману Метјуа Квирка. Главну улогу тимачи Гејбријел Басо. Прва сезона је приказана 23. марта 2023. године, а друга 25. јануара 2025. Једна је од најгледанијих серија које је приказао Netflix.

## Радња
Агент ФБИ Питер Садерлaнд је уплетен у огромну заверу око кртице на највишим нивоима владе САД. Да би спасио нацију, Питер упада у очајнички лов на издајника, док ради са бившом извршном директорком Роуз Ларкин и штити је од људи који су убили њену тетку и ујака.

## Улоге
| Глумац               | Улога           |
| -------------------- | --------------- |
| Гејбријел Басо       | Питер Садерланд |
| Лусијен Бјукенан     | Роуз Ларкин     |
| Фола Еванс Акингбола | Челси Арингтон  |
| Сара Дежарден        | Меди Редфилд    |
| Ив Харлоу            | Елен            |
| Финикс Раеи          | Дејл            |
| Енрике Мурсијано     | Бен Алмора      |
| Ди Би Вудсајд        | Ерик Манкс      |
| Хонг Чау             | Дајана Фар      |
| Аријена Манди        | Нур Тахери      |
| Луј Хертам           | Џејкоб Монро    |
| Берто Колон          | Соломон Вега    |
| Кеон Александер      | Џавад           |
| Мајкл Маларки        | Маркус Дарган   |
| Аманда Ворен         | Кетрин Вивер    |

## Епизоде

### Преглед серије
| Сезона | Сезона | Епизоде | Епизоде | Оригинална објава | Оригинална објава |
| ------ | ------ | ------- | ------- | ----------------- | ----------------- |
|        | 1.     | 10      | 10      | 23. март 2023.    | 23. март 2023.    |
|        | 2.     | 10      | 10      | 23. јануар 2025.  | 23. јануар 2025.  |

### 1. сезона (2023)
| Бр. еп. (укупно) | Бр. еп. (у сезони) | Наслов          | Редитељ         | Сценариста              | Премијера      |
| ---------------- | ------------------ | --------------- | --------------- | ----------------------- | -------------- |
| 1                | 1                  | Позив           | Сет Гордон      | Шон Рајан               | 23. март 2023. |
| 2                | 2                  | Поновно бирање  | Сет Гордон      | Шон Рајан               | 23. март 2023. |
| 3                | 3                  | Чувар           | Гај Ферланд     | Мунис Рашид и Шон Рајан | 23. март 2023. |
| 4                | 4                  | Само очи        | Рама Мозли      | Сет Фишер               | 23. март 2023. |
| 5                | 5                  | Марионета       | Гај Ферланд     | Кори Дешон              | 23. март 2023. |
| 6                | 6                  | Закључци        | Рама Мозли      | Имоџен Браудер          | 23. март 2023. |
| 7                | 7                  | Служи се хладно | Адам Аркин      | Тифани Шо Хо            | 23. март 2023. |
| 8                | 8                  | Редукција       | Адам Аркин      | Рејчел Вулф             | 23. март 2023. |
| 9                | 9                  | Мање зло        | Милисент Шелтон | Мунис Рашид             | 23. март 2023. |
| 10               | 10                 | Очеви           | Милисент Шелтон | Сет Фишер               | 23. март 2023. |

### 2. сезона (2025)
| Бр. еп. (укупно) | Бр. еп. (у сезони) | Наслов             | Редитељ           | Сценариста                    | Премијера        |
| ---------------- | ------------------ | ------------------ | ----------------- | ----------------------------- | ---------------- |
| 11               | 1                  | Праћење позива     | Гај Ферланд       | Шон Рајан                     | 23. јануар 2025. |
| 12               | 2                  | Пукла веза         | Гај Ферланд       | Тифани Шо Хо и Кори Дешон     | 23. јануар 2025. |
| 13               | 3                  | Државно власништво | Адам Аркин        | Имоџен Браудер                | 23. јануар 2025. |
| 14               | 4                  | Очајничке мере     | Адам Аркин        | Анајат Фахри                  | 23. јануар 2025. |
| 15               | 5                  | Породична ствар    | Ана Лили Амирпур  | Мунис Рашид                   | 23. јануар 2025. |
| 16               | 6                  | Добар агент        | Ана Лили Амирпур  | Лукас Џонсон                  | 23. јануар 2025. |
| 17               | 7                  | Форсирање          | Нина Лопез Корадо | Тифани Шо Хо                  | 23. јануар 2025. |
| 18               | 8                  | Одступање          | Нина Лопез Корадо | Кори Дешон                    | 23. јануар 2025. |
| 19               | 9                  | Културна размена   | Милисент Шелтон   | Анајат Фахри и Имоџен Браудер | 23. јануар 2025. |
| 20               | 10                 | Лоше улагање       | Милисент Шелтон   | Мунис Рашид                   | 23. јануар 2025. |